# 住友電工プリントサーキット
住友電工プリントサーキット株式会社（すみともでんこうプリントサーキット、英文社名：Sumitomo Electric Printed Circuits, Co., Ltd）は、住友グループに所属するエレクトロニクス製品に使用されるフレキシブルプリント配線板（FPC）の開発、製造メーカー。

## 主力製品・事業
- 携帯電話やハードディスクドライブ、DVDのフレキシブルプリント回路

## 主要事業所
- 本社 - 滋賀県甲賀市水口町ひのきが丘30番地
- 水口事業所 - 滋賀県甲賀市水口町ひのきが丘30番地
- 石部事業所 - 滋賀県湖南市丸山3-5-1

## 沿革
- 1969年 - 住友電気工業（株）大阪製作所でFPCの製造開始
- 1980年 - 事業拡大のため名古屋製作所に生産部門を全面移転
- 1990年 - 滋賀県甲賀郡石部町（現・湖南市）に生産子会社として 住電サーキット（株）設立
- 1994年 - 中国でのFPCの加工生産開始＜松崗電子線製造厰＞
- 1996年 - フィリピンにFPCの製造販売会社設立＜ First Sumiden Circuits, Inc. ＞
- 2000年 - 事業のセンター機能を滋賀県甲賀郡水口町（現・甲賀市水口町）に移し、住友電工プリントサーキット（株）として設立
- 2004年 - 中国蘇州に新工場展開＜住友電工（蘇州）電子線製品有限公司＞
- 2007年 - ベトナム・ハノイに新工場展開＜SUMITOMO ELECTRIC INTERCONNECT PRODUCTS (VIETNAM),LTD.＞

## 主要関係会社

### 海外グループ企業
- First Sumiden Circuits, Inc.（フィリピン）
- 住友電工電子製品（深玔）有限公司(中国・深川）
- 住友電工（蘇州）電子線製品有限公司(中国・蘇州）
- SUMITOMO ELECTRIC INTERCONNECT PRODUCTS (VIETNAM),LTD.（ベトナム）